# Fernando Quejas
Fernando Quejas, né le 30 avril 1922 et mort le 28 octobre 2005, est un chanteur cap-verdien.
Fernando Quejas fut l'un des pionniers du morna, style musical typique des îles du Cap-Vert. Il fut également à l'origine de la première station de radio (Radio Praia) implantée dans l'île (1945). Il s'installa ensuite au Portugal (1947) et enregistra 22 albums pour le label portugais Alvorada entre 1953 et 1960. Il poursuivit ses tournées à travers le monde jusque dans les années 1970. Il retourna chanter sur son île natale en 1990 à l'invitation du parlement.